# Tour Saint-Gobain
Tour Saint-Gobain je mrakodrap nacházející se na předměstí Paříže ve čtvrti La Défense.
Je sídlem francouzské společnosti Saint-Gobain. Měří 177,95 metrů od země.
První kámen položili 19. dubna 2017 Pierre-André de Chalendar, předseda představenstva a generální ředitel společnosti Saint-Gobain, Gabriele Galateri di Genola, předseda představenstva Generali, a Xavier Huillard, předseda představenstva a generální ředitel společnosti Vinci.

## Galerie

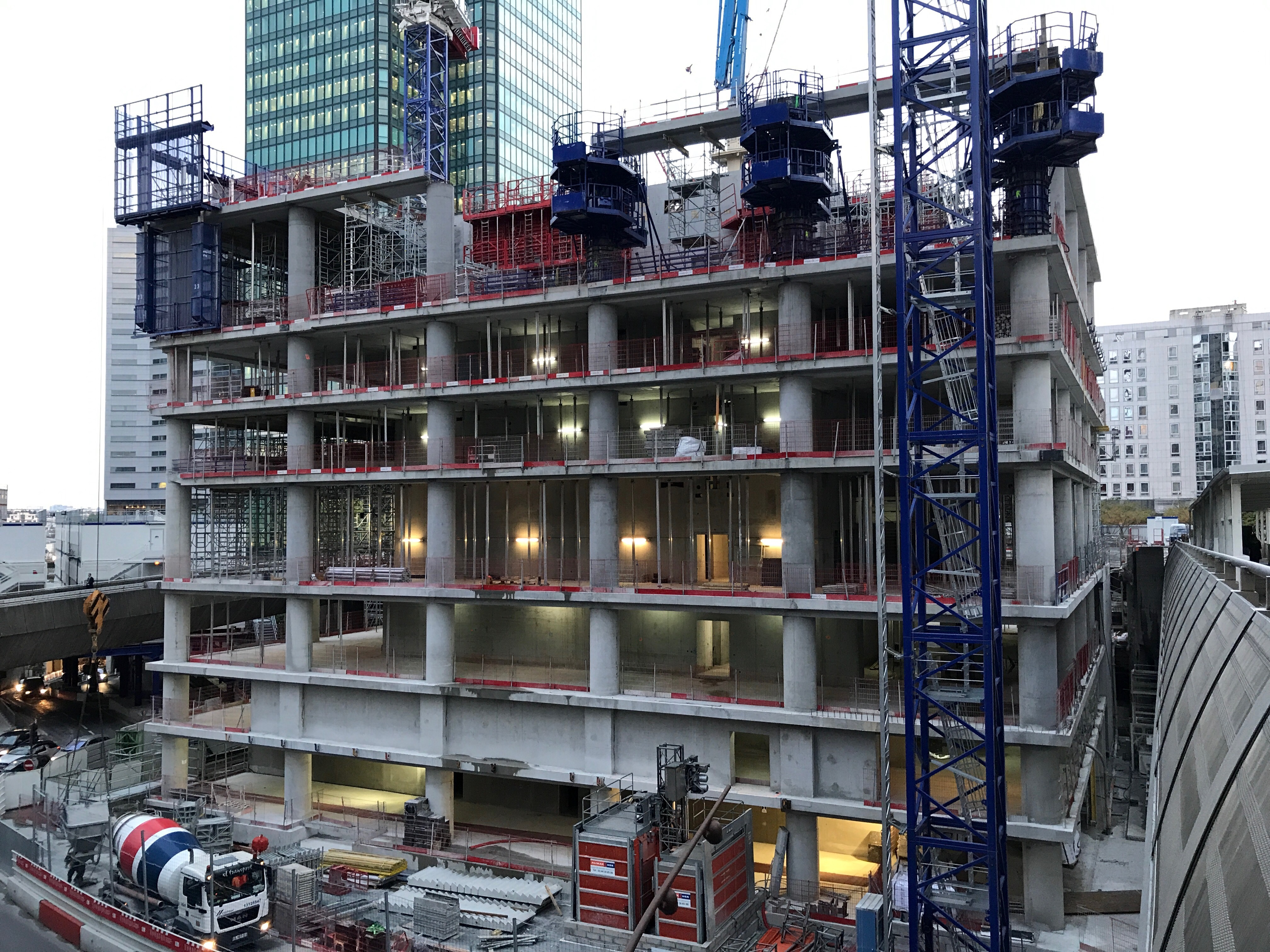
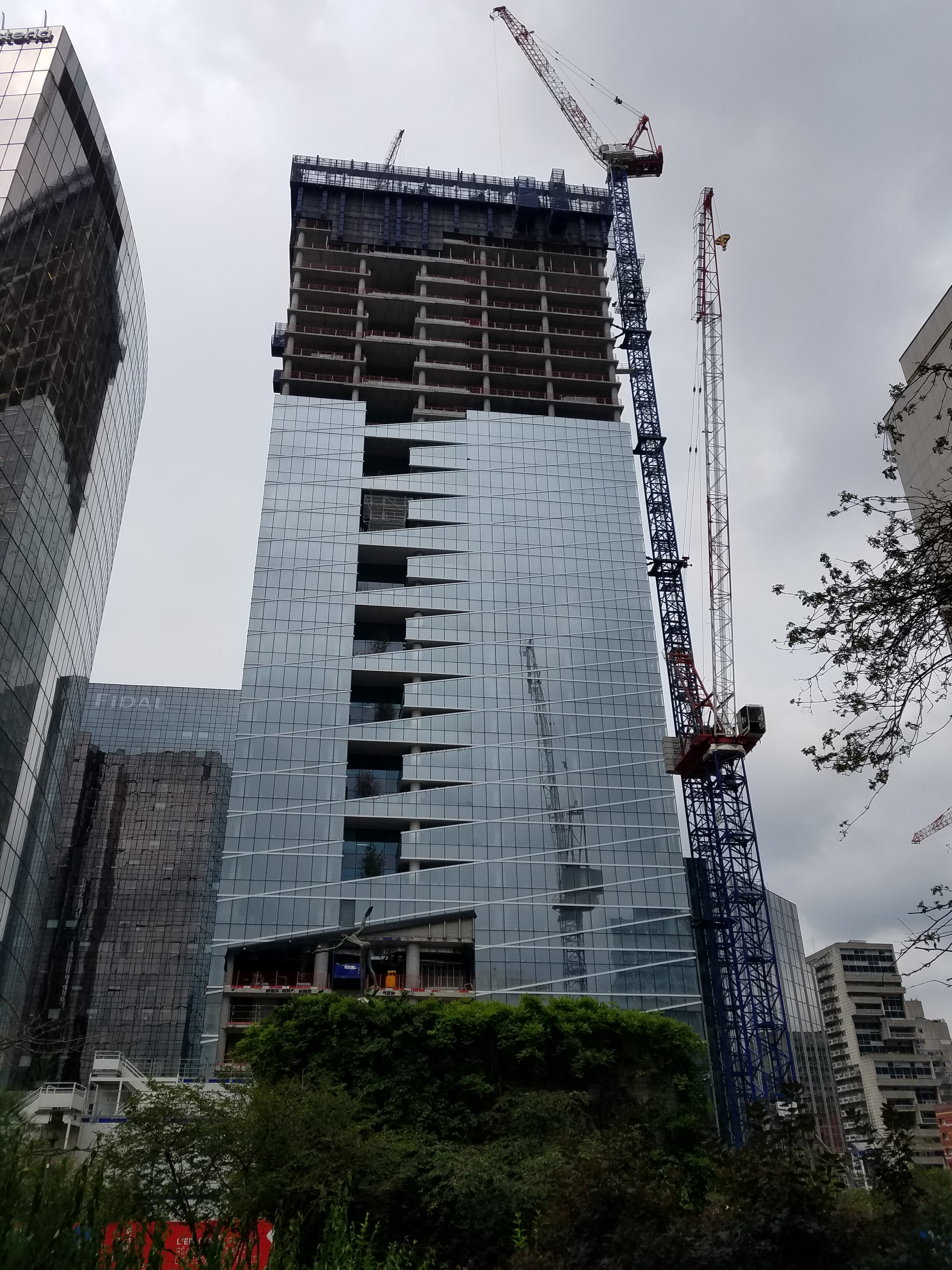